# NGC 4072
NGC 4072 ist eine linsenförmige Galaxie vom Hubble-Typ S0 im Sternbild Haar der Berenike. Sie ist schätzungsweise 290 Millionen Lichtjahre von der Milchstraße entfernt.
Das Objekt wurde am 3. April 1872 von Ralph Copeland entdeckt.